# 鳄潭群英会
《鳄潭群英会》（英語：A Queen's Ransom）是1976年上映的一部香港電影，由丁善玺执导，王羽等領銜主演。该电影主要讲述一个警察调查一群刺杀英国女王的人们的故事，该作并未取得好票房。

## 劇情簡介
一天，一个人向警察报案，说是有人会在英国女王来香港的时候，对女王进行暗杀，于是这位警察决定出手调查这件事。

## 演员
- 王羽
- 王侠
- 茅瑛
- 乔治·拉扎贝
- 向华强
- 洪金宝
- 张佩山
- 韩英杰
- 郝履仁
- 张佩山
- 石天
- 吴家骧

## 備註
1. ↑  钟宝贤. . 北京大学出版社. 2007年.
2. ↑  . 鍾樹楠. 1976年.
3. ↑  . 中国电信出版社. 2005年.
4. ↑  劉嶔. . 香港电影资料馆. 2013年.
5. ↑  . 康樂及文化事務署. 2000年.

## 相關連結
- 互联网电影数据库（IMDb）上《鳄潭群英会》的资料（英文）
- 豆瓣电影上《鳄潭群英会》的資料 （简体中文）
- 香港影庫上《鳄潭群英会》的資料（繁體中文）